# Eleição para o Senado federal por Oklahoma em 2010
A eleição para o senado do estado norte-americano do Oklahoma em 2010 foi realizada em 2 de novembro de 2010, em conjunto com as outras eleições para o senado, para a câmara dos representantes, para as assembleias e senados estaduais, e também para alguns governadores.
O senador Tom Coburn foi reeleito para seu segundo mandato.

## Primária Democrata

### Candidatos
- Jim Rogers, professor
- Mark Myles, empresário

### Resultados
| Candidato  | Votos   | % votos |
| ---------- | ------- | ------- |
| Jim Rogers | 157 955 | 65,39%  |
| Mark Myles | 83 615  | 34,61%  |
| Total      | 241.670 | 100%    |

## Primária Republicana

### Candidatos
- Tom Coburn, senador dos EUA
- Evelyn Rogers, bibliotecário[2]
- Lewis Kelly Spring, professor[3]

### Resultados
| Candidato          | Votos   | % votos |
| ------------------ | ------- | ------- |
| Tom Coburn         | 223 997 | 90,35%  |
| Evelyn Rogers      | 15 093  | 6,08%   |
| Lewis Kelly Spring | 8 812   | 3,55%   |
| Total              | 247.902 | 100%    |

## Eleição geral

### Candidatos
- Tom Coburn (R), senador dos EUA
- Ronald Dwyer (I), ativista
- Jim Rogers (D), professor
- Stephen Wallace (I), empresário[4]

### Campanha
Coburn é um senador popular, quando eleito prometeu se auto limitar em concorrer em duas eleições (a que foi eleito, e nessa), apesar de sua alta popularidade fez propagandas de televisão sobre o lançamento de sua candidatura. Em 2009, Coburn foi avaliado com aprovação de 59%, incluindo uma taxa de aprovação de 39% entre os democratas. O seu adversário democrata é um candidato perene e fez pouca campanha.

### Endossos
| Fonte                 | Posição | A partir de           |
| --------------------- | ------- | --------------------- |
| Cook Political Report | Solid R | 20 de outubro de 2010 |
| Rothenberg            | Safe R  | 15 de outubro de 2010 |
| Swing State Project   | Safe R  |                       |
| RealClearPolitics     | Safe R  | 20 de outubro de 2010 |
| Sabato's Crystal Ball | Safe R  | 14 de outubro de 2010 |
| CQ Politics           | Safe R  | 20 de outubro de 2010 |

### Pesquisas
| Fonte             | Datas                  | Tom Coburn (R) | Jim Rogers (D) |
| ----------------- | ---------------------- | -------------- | -------------- |
| SoonerPoll        | 3-7 de outubro de 2010 | 62%            | 22%            |
| Rasmussen Reports | 23 de setembro de 2010 | 68%            | 26%            |
| Rasmussen Reports | 26 de agosto de 2010   | 67%            | 24%            |
| Rasmussen Reports | 28 de julho de 2010    | 65%            | 31%            |
| Rasmussen Reports | 30 de junho de 2010    | 65%            | 26%            |

### Fundos
| Candidato (Partido)                | Receitas   | Desembolsos | Dinheiro na mão | Dívida |
| ---------------------------------- | ---------- | ----------- | --------------- | ------ |
| Tom Coburn (R)                     | $1,935,820 | $2,103,749  | $671,135        | $0     |
| Jim Rogers (D)                     | $0         | $0          | $0              | $0     |
| Fonte: Federal Election Commission |            |             |                 |        |

### Resultados
| Candidato       | Partido      | Votos   | % votos |
| --------------- | ------------ | ------- | ------- |
| Tom Coburn      | Republicano  | 718.482 | 70,64%  |
| Jim Rogers      | Democrata    | 265.814 | 26,13%  |
| Stephen Wallace | Independente | 25.048  | 2,46%   |
| Ronald F. Dwyer | Independente | 7.807   | 0,77%   |